# Preslaw Jordanow
Preslaw Anatoliew Jordanow (auch Preslav Anatoliev Yordanov geschrieben, bulgarisch Преслав Анатолиев Йорданов; * 31. Juli 1989 in Weliko Tarnowo, Bulgarien) ist ein bulgarischer Fußballspieler.

## Karriere

### Verein
Die Karriere von Jordanow begann im Jahr 2006 bei seinem Heimatverein FK Spartak Plewen. Im Jahr 2008 kam er zu Lokomotive Sofia in die A Grupa. Jordanow wechselte zur Winterpause der Saison 2011/12 zum FC Tschernomorez Burgas, als Lokomotive Sofia finanzielle Schwierigkeiten hatte. Sein Debüt für den Klub aus Burgas feierte er am 4. März 2012 im Spiel gegen ZSKA Sofia, das von FC Tschernomorez mit 2:0 gewonnen wurde. Er saß meist auf der Ersatzbank und kam als Einwechselspieler zum Zuge. In der Saison 2013/14 fiel er verletzungsbedingt einige Monate aus.
Im Sommer 2014 wechselte Jordanow zu Lokomotive Sofia, mit dem er am Ende der Saison 2014/15 zwangsweise absteigen musste. Er verließ den Verein zu ZSKA Sofia, das ebenfalls in die W Grupa versetzt worden war. Er stieg mit seiner Mannschaft am Ende der Saison 2015/16 auf. Gleichzeitig konnte er den bulgarischen Pokal gewinnen. Seine Mannschaft wurde direkt in die A Grupa eingeordnet. In der Hinrunde 2016/17 hatte er einen Stammplatz im Sturm.
Anfang 2017 verließ Jordanow ZSKA und schloss sich dem kasachischen Erstligisten Ordabassy Schymkent an. Dort saß er häufig auf der Ersatzbank und kam in der Hälfte der Spiele zum Einsatz. Nach einer Spielzeit kehrte er nach Bulgarien zurück, wo ihn Pirin Blagoewgrad verpflichtete. Mit seiner neuen Mannschaft stieg er am Ende der Saison 2017/18 ab. Anschließend war er ein halbes Jahr ohne Verein, ehe ihn Anfang 2019 Septemwri Sofia aufnahm. 
Anderthalb Spielzeiten später wechselte er wieder zurück zu Pirin Blagoewgrad und blieb dort bis zum Sommer 2023. Seitdem steht er beim Zweitligisten PFC Dobrudscha Dobritsch unter Vertrag.

### Nationalmannschaft
Am 13. November 2016 debütierte Jordanow für die A-Nationalmannschaft in der WM-Qualifikation gegen Belarus (1:0). Bei der Partie im Wassil-Lewski-Nationalstadion von Sofia wurde er in der 75. Minute für Iwelin Popow eingewechselt.

## Erfolge
- Bulgarischer Pokalsieger: 2016